# Hiroshi Yoshizawa
Hiroshi Yoshizawa (jap. 吉沢 広司, Yoshizawa Hiroshi; * 5. Mai 1931; † 7. April 2013) war ein japanischer Skisportler, der im Skispringen sowie in der Nordischen Kombination aktiv war.

## Werdegang
Yoshizawa startete im Alter von 20 Jahren bei den Olympischen Winterspielen 1952 in Oslo zu seinem ersten internationalen Turnier als Spezialspringer. Dabei landete er von der Normalschanze punktgleich mit dem Franzosen André Monnier auf dem 36. Platz.
Bei der Nordischen Skiweltmeisterschaft 1954 in Falun erreichte er im Einzelspringen von der Normalschanze nach Sprüngen auf 70 und 72,5 Meter den 46. Platz.
Zwei Jahre später startete Yoshizawa bei den Olympischen Winterspielen 1956 in Cortina d’Ampezzo. Erstmals trat er dabei in zwei nordischen Disziplinen an. Nachdem er im Einzelspringen von der Normalschanze Rang 13 erreicht hatte, startete er aussichtsreich in den Einzelwettbewerb der Nordischen Kombination. Nach dem Springen lag er dabei auf dem guten fünften Rang und hatte damit noch Medaillenchancen. Jedoch musste er während des anschließenden 18-km-Skilanglaufs aufgeben und konnte das Rennen nicht beenden.
Yoshizawa gewann insgesamt vier Titel bei Japanischen Meisterschaften.